# Franz Rauhut
 (avril 2023).
Si vous disposez d'ouvrages ou d'articles de référence ou si vous connaissez des sites web de qualité traitant du thème abordé ici, merci de compléter l'article en donnant les références utiles à sa vérifiabilité et en les liant à la section « Notes et références ».
Ignaz Bernhard Franz Rauhut (né le 2 octobre 1898 à Frankenthal, mort le 1er mars 1988 à Wurtzbourg) est un romaniste et militant pacifiste allemand.

## Biographie
Après son abitur en 1917 et un court service militaire à la fin de la Première Guerre mondiale, il s'inscrit à l'université de Wurtzbourg pour étudier la romanistique, la germanistique et l'histoire. Il devient professeur à Wurtzbourg. En 1925, il obtient un doctorat avec une thèse sur Stéphane Mallarmé et la poésie française.
Après avoir refusé un poste à Dantzing en 1930, à l'arrivée des nazis au pouvoir en 1933, il est professeur à Munich mais perd ce poste en raison de son opposition au nazisme. Il s'oppose à la fusion de l'association des enseignants de Bavière avec la Ligue nationale-socialiste des enseignants. Walther Wüst (de), le recteur de Munich et fonctionnaire nazi, nomme Rauhut professeur à Erlangen et à Rostock puis lui fait faire une tournée en France, en pensant qu'il ne sera pas écouté là-bas.
Après que sa licence lui ait été retirée temporairement en 1937, Rauhut écrit dans Zeitschrift für Politik (de) un article sur Jacques Doriot qui le rend plus acceptable pour les nazis. Il reste toutefois privé d'enseignement.
En 1946, Rauhut revient enseigner à l'université de Wurtzbourg à la place d'Adalbert Hämel (de), partisan de l'ancien régime. De 1948 à 1967, Rauhut est professeur de philologie romane à Wurtzbourg et étudie la littérature française et italienne.
Par ailleurs, dans les années 1950, Rauhut s'engage dans le mouvement pacifiste. Il s'oppose au Wiederbewaffnung (de), à l'arme atomique et au militarisme. Après un discours rédigé avec Franz Paul Schneider (de), dont on l'accuse d'être une offense à Konrad Adenauer, le ministre-président bavarois Wilhelm Hoegner demande une audience. Le ministre de la Culture local August Rucker (de) conclut à un non-lieu. Dans les années 1960, il soutient l'objection de conscience en prenant pour exemple saint Martin.
Rauhut est le gendre de l'indologue Julius Jolly (de).